# Isole Weddell
Le isole Weddell (in inglese Weddell Islands) sono un arcipelago di piccole isole e scogli e sono situate a sud dell'isola Saddle, a nord-ovest di Capo Mabel nell'isola Laurie e a est di Capo Faraday nell'isola Powell delle Isole Orcadi Meridionali nell'Oceano Antartico. 

## Storia

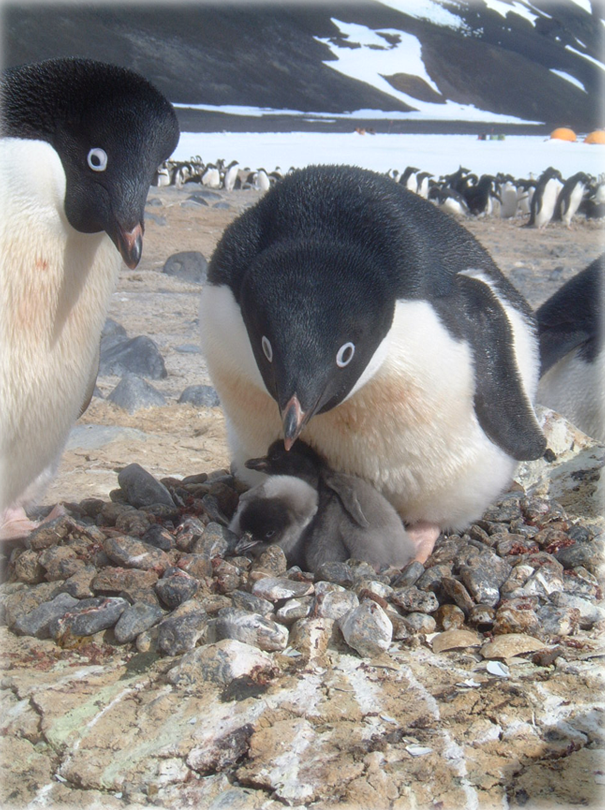
Pinguini di Adelia

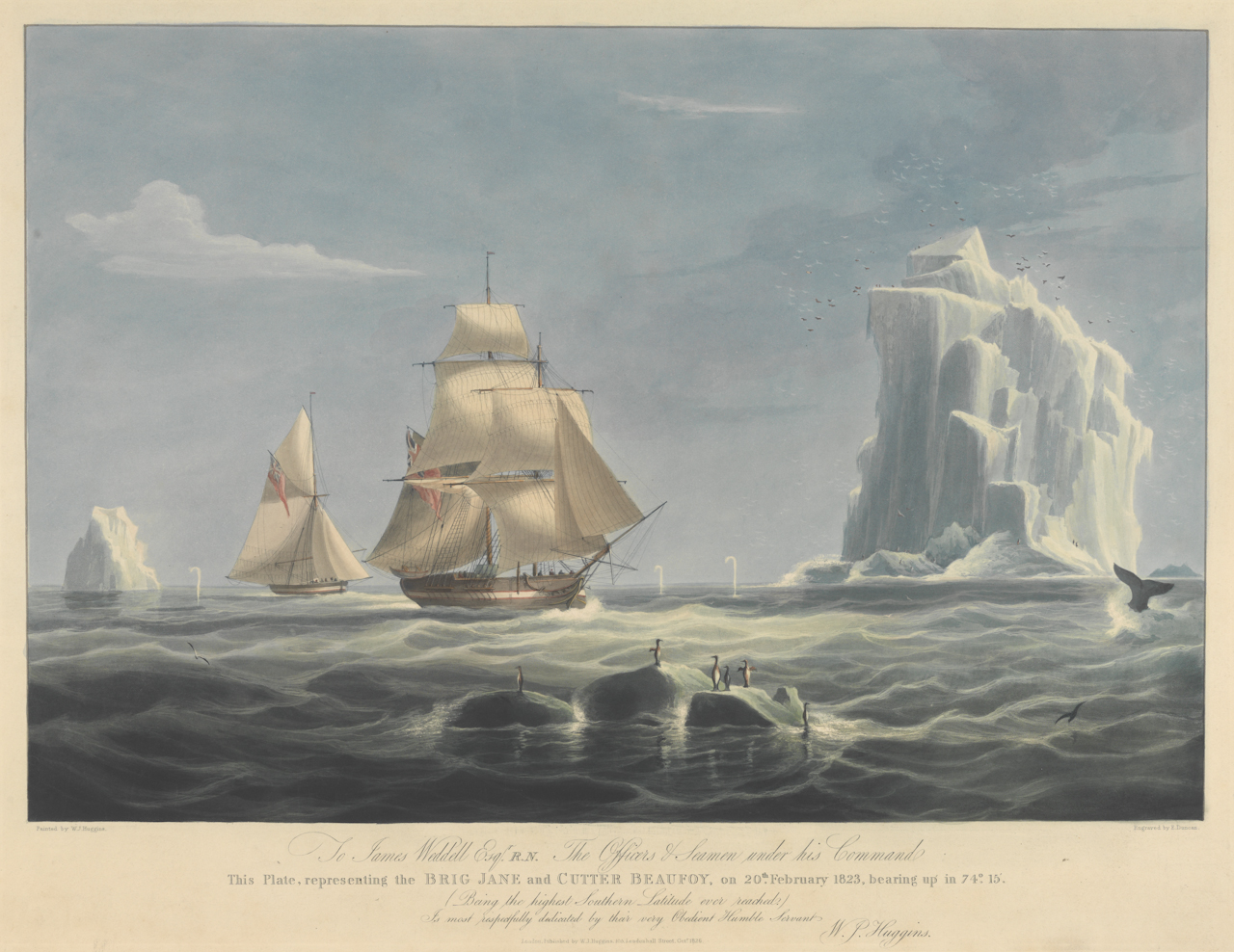
Il brigantino Jane al comando del capitano James Weddell in un disegno che lo raffigura nel 1826

Questo gruppo di piccole isole fu probabilmente avvistato in occasione di una crociera congiunta del capitano Nathaniel Palmer e del capitano George Powell nel dicembre 1821. Inizialmente vennero scambiate come un'unica isola da James Weddell, capitano al comando del brigantino da 160 tonnellate Jane attrezzato per la caccia alle foche nel gennaio 1823. Weddell fece tre viaggi in Antartide a bordo del Jane, nel 1819-1821, nel 1821-1822 e nel 1822-1824 nel mare delle Isole Orcadi Meridionali.

## Origine del nome
Il nome appare per la prima volta sulla carta di James Weddell derivante dalla sua esplorazione delle isole Orcadi Meridionali nel 1823. Vennero approssimativamente mappate come un'unica isola e chiamate Weddell's Island da James Weddell.

## Geografia
Si tratta di un gruppo di piccole isole e rocce situate a 1 miglio a sud dell'isola Saddle, e a 4,5 miglia a nord dell'estremità occidentale dell'isola Laurie, Isole Orcadi Meridionali nell'Oceano Antartico. La stazione permanente più vicina è Orcadas (Argentina) situata a circa 13 km a sud-est sull'isola Laurie. Orcadas opera tutto l'anno con circa 45 dipendenti in estate e 14 in inverno.

## Aspetti naturalistici
Le biodiversità chiave delle isole riguarda le colonie di pinguini di Adelia e di alcuni generi di procellaria. I pinguini si riproducono sulle isole. Ardley nel 1936 ha riferito che nel gennaio 1933 i pinguini dal sottogola costituivano la maggioranza sulle isole Weddell. Lynch e LaRue, nel 2014, hanno stimato dalle immagini satellitari di febbraio 2011 che erano presenti sulle isole Weddell circa 28.507 coppie riproduttive di pinguini del genere Pygoscelis I pinguini si riproducono lungo i pendii inferiori dell'intera costa. La procellaria del Capo e la procellaria delle nevi sono state confermate con numerose coppie di riproduttori nell'area da Hodum nel 2004 e Croxall ed altri 1995. Ardley, nel 1936, ha stimato che più di 5.000 coppie di procellarie del Capo fossero presenti sulle isole Weddell nel gennaio 1933, occupando le scogliere esposte a nord. Ardley ha segnalato anche un gran numero di pinguini dal sottogola nella vicina isola Saddle.